# Cross (Boxen)

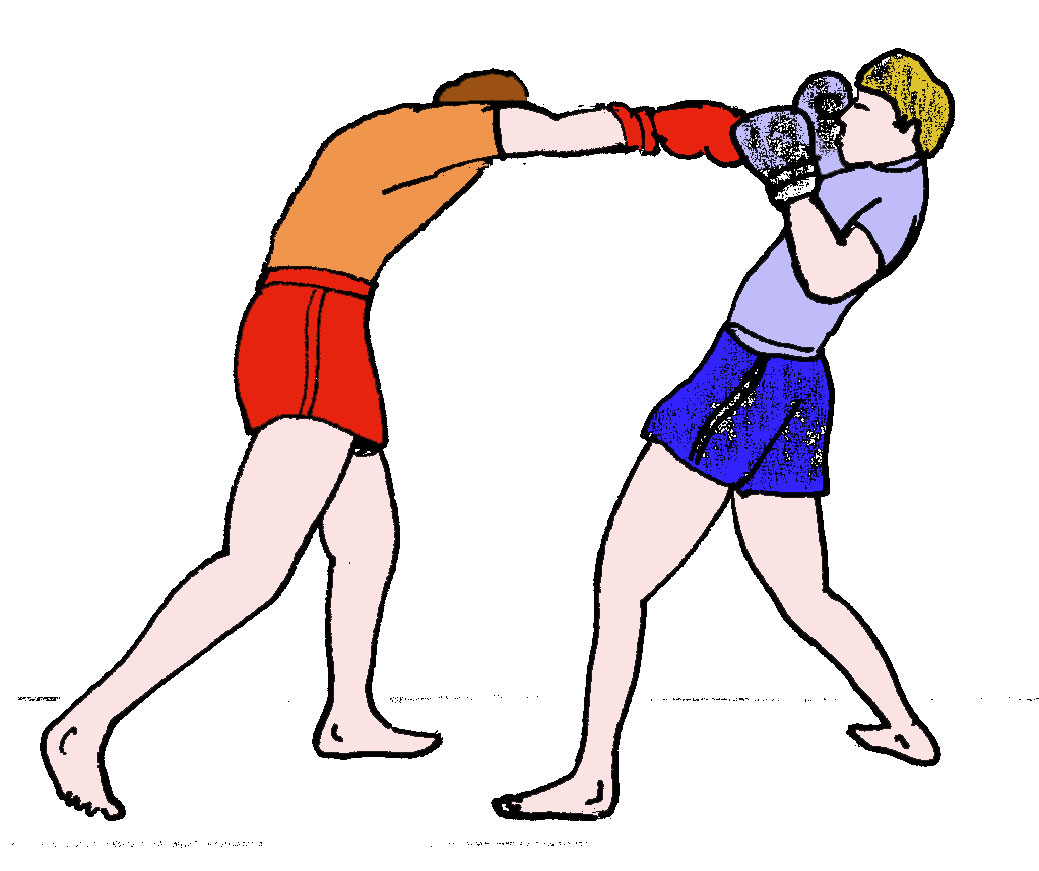
Cross-Schlag

Cross ist ein Schlag beim Boxen. Es handelt sich um eine Gerade, die sowohl mit der Schlaghand (das ist die stärkere Hand) als auch der Führungshand (weitaus seltener) geschlagen wird und dabei immer die Arme (geschlagen oder in Deckung) des Gegners überkreuzt (Cross = kreuzen). Der Cross ist ein sogenannter Powerpunch – im Gegensatz zum Jab, einer weniger wirkungsvollen Geraden mit der Führungshand bei geringer oder keiner Oberkörperdrehung. Es handelt sich dabei meist um einen simultan ausgeführten Konterschlag der als Auftakt für ein Fortführen des Angriffes in der Halb- und Nahdistanz dienen kann. Das Paradebeispiel eines effektiven Cross ist die von Max Schmeling gegen Joe Louis in ihrem ersten Aufeinandertreffen geschlagene Rechte zum Kinn bzw. zur Schläfe über die fallende Führungshand von Louis. Ein Cross mit der Führungshand wurde häufig von Henry Maske gegen Graciano Rocchigiani eingesetzt, um von außen dessen Doppeldeckung aufzubrechen.

## Grundsätzliche Ausführung
Die Schlaghand wird vom Kinn auf einer geschraubten Linie über den Arm des Gegners ins Ziel geführt. Idealerweise geschieht das in dem Moment, wenn die Führungshand (seltener Schlaghand) des Gegners gerade geschlagen wurde. Der Cross wird dabei von einer Meidbewegung nach links begleitet, wodurch sich der Schlagende ebenfalls der Schlaghand des Gegners aussetzt. Dieses Risiko wird jedoch für das Überraschungsmoment in Kauf genommen. Gleichzeitig wird die Schulter zur Deckung der Schlaghandseite des Kopfes nach vorne gebracht, bis sie das Kinn leicht berührt; die Führhand wird zurückgenommen, um das Kinn zu schützen. Um dem Cross zusätzliche Schlagkraft zu verleihen, wird die Hüfte etwas mitgedreht und das Gewicht auf den vorderen Fuß verlagert. Dabei kann ein Schritt nach vorne erfolgen, um mehr Körpergewicht in den Schlag zu legen, oder wenn der Cross als Auftakt zum Fortsetzen des Kampfes in der Halb- oder Nahdistanz geführt wird. Andernfalls wird die Schlaghand schnell zurückgezogen und die Deckung wieder eingenommen.